# Hmyrianka
Hmyrianka (ukr. Гмирянка) – wieś na Ukrainie, w obwodzie czernihowskim, w rejonie pryłuckim, w hromadzie Icznia. W 2001 liczyła 976 mieszkańców, spośród których 958 wskazało jako ojczysty język ukraiński, 17 rosyjski, a 1 ormiański.